# سيسي (حيوان)

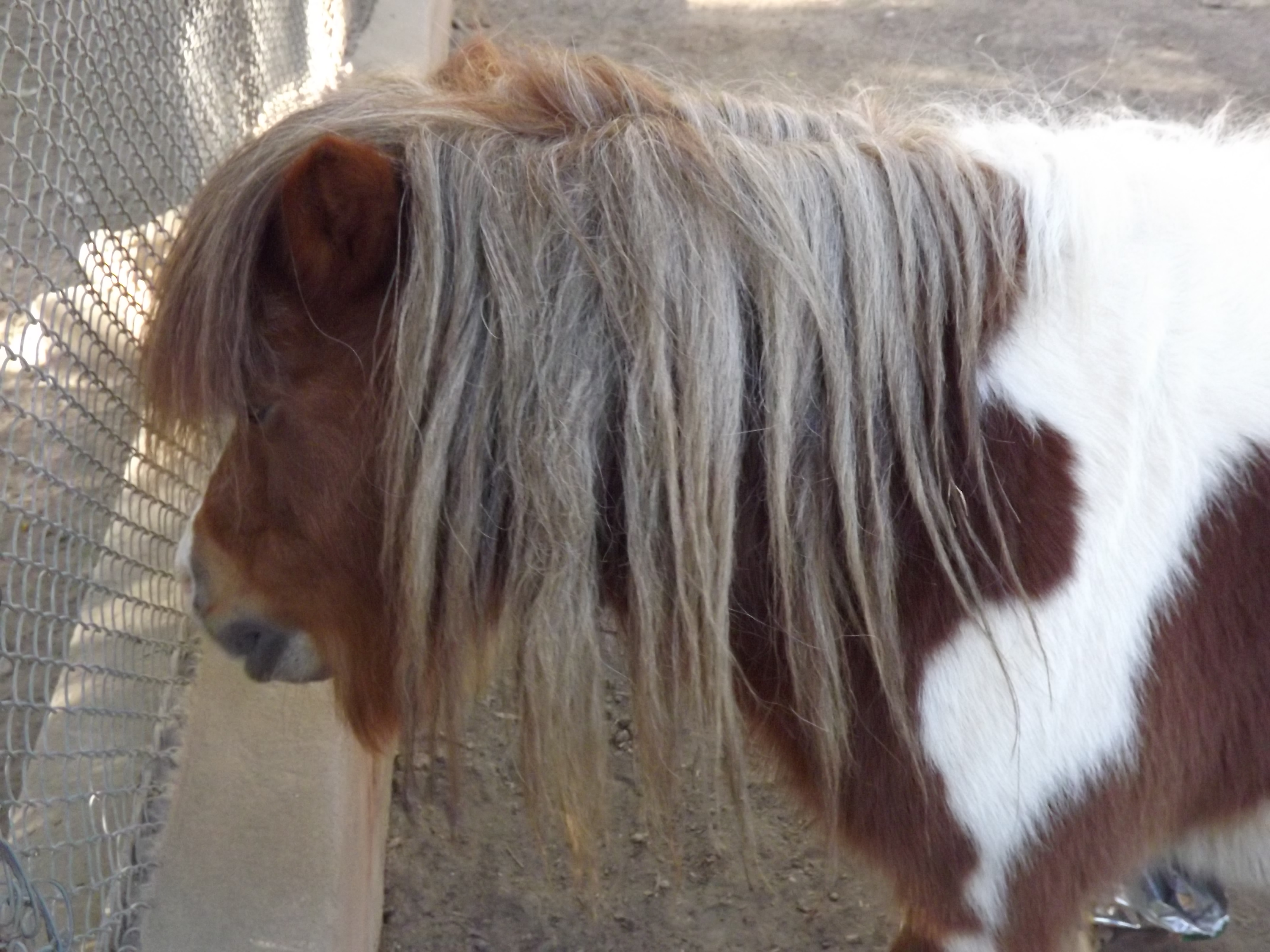
سيسي داخل حديقة حيوان الفيوم

السِّيسيّ (الجمع: سَيَاسِيّ) أو الفَرَس البوني أو الفرس القزم أو البُوني أو الجِدْمة (بالإنجليزية: Pony) هو فرس صغير. وعلى حسب السياق، قد يُقصد بالفرس القزم فرس يقل ارتفاعه عن ارتفاع محدد أو تقريبي عند الحارك، أو فرس صغير ذي شكل وطباع محددة. وهناك العديد من السلالات المختلفة. وإذا ما قورن الفرس القزم بالأحصنة الأخرى، فنجد أنه غالبًا ما يتميز بأن شعر الرقبة والذيل والشعر الذي يكسو الجسم بشكل عام أكثر كثافة، فضلًا عن أن سيقانه أقصر نسبيًا وجذعه أعرض وعظامه أثقل وعنقه أغلظ ورأسه أقصر وجبهته أعرض. وكلمة «الفرس القزم» (pony) مشتقة من الكلمة الفرنسية القديمة poulenet، وتعني مُهر، وهو فرس صغير غير بالغ، إلا أن هذا ليس المعنى الحديث للكلمة، فعلى عكس المُهر، يظل الفرس القزم صغير الحجم عندما يكتمل نموه. ومع ذلك، قد يخلط الأشخاص غير الخبراء بأمور الأحصنة أحيانًا بين الفرس القزم البالغ والمُهر.
وقد اتسم أسلاف معظم أنواع الفرس القزم الحديث بقامة صغيرة نظرًا لأنهم كانوا يعيشون على حواف مواطن الأحصنة الصالحة للعيش. وقد تم استئناس هذه الأحصنة الأصغر حجمًا وتربيتها لأغراض مختلفة في جميع أنحاء نصف الأرض الشمالي. وكان الفرس القزم يُستخدم تاريخيًا في القيادة ونقل البضائع وكركوبة للأطفال وللركوب الترفيهي، ثم في وقت لاحق كمنافس ومشارك في المسابقات عن استحقاق شخصي. وخلال الثورة الصناعية، تم استخدام عدد كبير من نوع الفرس القزم كأحصنة مناجم حيث كانت تجر أحمالاً من الفحم، وخاصة في بريطانيا العظمى.
يعتبر الفرس القزم بوجه عام ذكي وودود، على الرغم من أنه يتصف أحيانًا بالعناد والمكر والخديعة. ويعد الفرس القزم المدرب جيدًا ركوبة ملائمة للأطفال الذين يتعلمون ركوب الخيل. كما يمكن للبالغين امتطاء الفرس القزم الأكبر حجمًا، حيث إن الفرس القزم عادةً ما يكون قويًا بالنسبة لحجمه. أما بالنسبة للاستخدام الحديث، تعرف الكثير من المنظمات الفرس القزم بأنه فرس بالغ يقل ارتفاعه عن 14.2 شبرًا (58 بوصة أو 147 سنتيمترًا) عند الحارك، إلا أن هناك عدة استثناءات. وتختلف القياسات وفقًا للمنظمات المختلفة التي تستخدم نموذج قياس دقيق من 14 شبرًا (56 بوصة أو 142 سنتيمترًا) إلى ما يقارب 14.3 شبرًا (59 بوصة أو 150 سنتيمترًا). وتصنف الكثير من السلالات الحيوان كفرس أو فرس قزم بناءً على أصالة السلالة والنمط الظاهري، بغض النظر عن ارتفاعه. فبعض الأحصنة مكتملة الحجم يطلق عليها اسم «الفرس القزم» للعديد من الأسباب المتعلقة بالعادات والتقاليد أو كاسم للتحبيب.

## وصلات خارجية
- American Shetland Pony Club, "Welcome to the world of the small equine"
- The Pony Club -- UK
- United States Pony Club